# Méfiez-vous des veuves
Pour plus de détails, voir Fiche technique et Distribution.
Méfiez-vous des veuves (Beware of Widows) est un film américain réalisé par Wesley Ruggles et sorti en 1927.

## Synopsis
John Waller, médecin, s'est spécialisé dans les maladies féminines, en particulier celles des veuves fortunées.

## Fiche technique
- Titre original : Beware of Widows
- Réalisation : Wesley Ruggles
- Scénario : Beatrice Van d'après une pièce d'Owen Moore[1]
- Production : Universal Pictures
- Photographie : Gilbert Warrenton
- Genre : Comédie[2]
- Durée : 60 minutes (6 bobines)[3]
- Date de sortie: 
  - 23 mai 1927 ( États-Unis)

## Distribution
- Laura La Plante : Joyce Bragdon
- Bryant Washburn : Dr. John Waller
- Paulette Duval : Mrs. Paul Warren
- Walter Hiers : William Bradford
- Tully Marshall : Peter Chadwick
- Kathryn Carver : Ruth Chadwick
- Heinie Conklin : Captain
- Otto Hoffman : Mr. Warren